# 拜仁·奧斯汀
拜仁·奧斯汀（英語：Bryant Austin，1987年9月17日—），生於美國哥倫布，美國籃球運動員，司職控球後衛，前NBA發展聯盟球員，現時效力香港甲一籃球聯賽球隊飛鷹。

## 大學生涯
奧斯汀生於美國俄亥俄州哥倫布，於13歲開始接觸籃球，中學就同時參與田徑與籃球和美式足球及排球等運動，畢業後升讀印第安納理工學院，並主修法律，而他在籃球和法律兩者選擇下，他選擇了最喜歡的籃球。

## 籃球生涯
2012年11月2日，奧斯汀在NBA發展聯盟的新秀選被韋恩堡瘋蟻選下，可是他於在訓練營時弄斷右手，繼而被球隊放棄，然而他傷瘉後重新獲球隊選用，征戰發展聯盟，並有10場上陣機會，到2013年8月外流以色列超級聯賽球隊亞實基倫，至90日後離隊。
到2014年重返美國加盟總理籃球聯賽球隊利馬特快，並上陣17場錄得24分，6個助攻，9.6個籃板，使他於獲選聯賽年度最佳前鋒和最有價值球員，
到球季完結後，奧斯汀於2014年6月與同鄉列治莊遜一同來加盟，當時仍在乙組角逐和剛組成的東方，而二人不單協助東方奪得聯賽冠軍，更憑出色的球技吸引大批球迷到場支持和網上瘋傳，到球季完結後轉會TBL球隊，到2014年8月，他決定長期留港，並開設籃球學校，同時重返東方擔任球會訓練員，
到2017年8月，短暫加盟印尼球隊瑪娃飛鷹，並協助球隊奪得市長盃冠軍，直到2018年球季結束後，他以居港球員身份轉會升班馬球隊滿貫，首度征戰甲一組聯賽。

## 球場以外
奧斯汀在NBA球員中最喜歡高比拜仁，不過若果是歷年所有NBA球員，就是最喜歡魔術手莊遜，而如果是國際球員便是阿根廷球員真路比利，他從小就看魔術手莊遜打籃球，其身為洛杉磯湖人粉絲的爺爺給拜仁一些魔術手莊遜的錄影帶後，就令他見證洛杉磯湖人於80年代的Show Time王朝，從而使奧斯汀愛上洛杉磯湖人。
奧斯汀穿着23號球衣的原因，並非因為波神米高佐敦，而是因為他在家中3位孩子中排行第2。

## 外部連結
- 拜仁·奧斯汀在NBA G聯盟官網（英语）
- 拜仁·奧斯汀在Basketball-Reference.com（NBA G聯盟）（英语）
- 拜仁·奧斯汀在Eurobasket.com（球員）（英语）
- 拜仁·奧斯汀在Proballers（英语）
- 拜仁·奧斯汀在RealGM（英语）